# Evaristo Baschenis

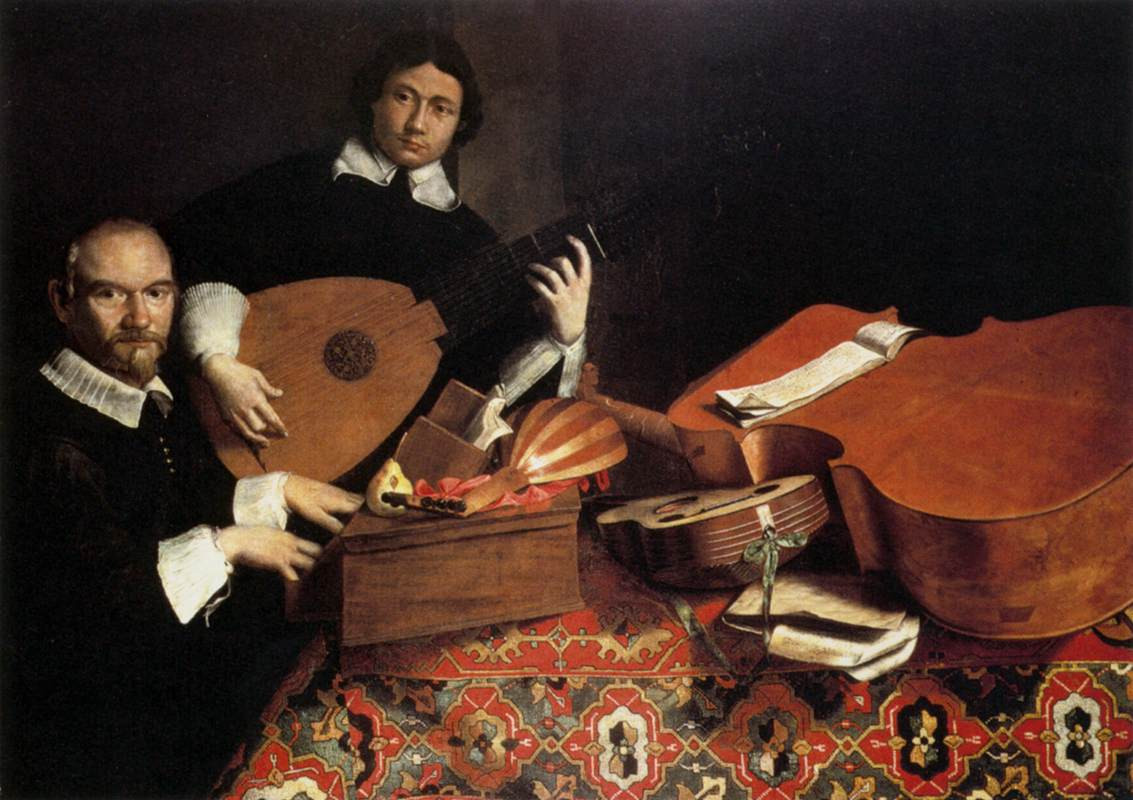
Evaristo Baschenis (izquierda en la foto)

Evaristo Baschenis (Bérgamo, 7 de diciembre de 1617- 16 de marzo de 1677), fue un pintor barroco italiano, último miembro de una extensa familia de artistas. Hacia 1643 fue ordenado sacerdote y poco después viajó a Venecia, donde trabó amistad con Jacques Courtois, llamado il Borgognone, y con el danés Eberhard Keil. 
Conocido por sus naturalezas muertas, Baschenis puede ser considerado como el creador de un género específico de bodegón que tiene por protagonistas principales diversos instrumentos y cuadernos con anotaciones musicales mezclados con trofeos, cajas de frutas y otros objetos dispuestos sobre una mesa que frecuentemente se cubre con ricos tapetes bordados.